# Пивной суп
Пивной суп — разновидность супа, в котором жидкой основой выступает пиво. Сытное и вкусное блюдо на пиве было известно ещё древним египтянам, у древних римлян пивной суп назывался лат. cervisia cocta. Пивной суп упоминается в средневековых монастырских хрониках, а его рецепты присутствуют в старинных поваренных книгах.
Пиво и суп на его основе традиционно входит в национальные кухни Северной и Центральной Европы, балтийского региона (Скандинавия, Германия, Польша, Бельгия, Нидерланды) и других стран. В состав таких супов, как правило, используются сырые яйца (или отдельно белок или желток), молочные продукты (сливки, молоко, сметана), сахар, пряности (гвоздика, корица, имбирь, кориандр и др.). К пивным супам подаются солёные гренки или сухари, как правило, из чёрного хлеба. Существует большое многообразие пивных супов — от простейших, с хлебом, (польская «фарамушка» с жирной сметаной или взбитым сырым желтком (пол. faramuszka), чешская «граматка» с раскрошенной краюхой хлеба (чеш. gramatka) или берлинский «бир-суп» на муке со сливочным маслом) до сложных с множеством ингредиентов, включающих бекон, грибы, лук, картофель, морковь, букет гарни (Roularius Soup).
Пивной суп присутствовал в меню как простых жителей, так и королей, в качестве традиционного утреннего блюда. По мнению биолога и популяризатора науки Тора Хэнсона, ингредиенты, входящие в суп, обеспечивали людей всех возрастов углеводами и калориями. Дамы потребляли пивной суп «для белизны кожи и томности». Несмотря на то, что пиво, применявшееся в блюде, было слабым, оно придавало людям состояние «лёгкого подпития»: «Фактически пивной суп служил началом долгого пивного дня». Он был популярен в Европе до распространения кофе, прозванного историками «Великим отрезвителем». Известно высказывание экономного короля Пруссии Фридриха II: «Это ужасно, что каждый крестьянин и простолюдин в наши дни привыкает пить кофе, на что уходит много денег. Его Величество король вырос в юности на пивном супе. Отцы наших крестьян знали только пиво, и это именно тот напиток, который идеально подходит для нашего климата!». Существовала традиция подавать блюдо на свадебные торжества; в рецепт входили светлые сорта хмельного напитка из расчёта один литр пива на каждого гостя. В немецкоязычных странах, особенно в сельской местности, теплый пивной суп был обычным завтраком для взрослых и детей вплоть до XIX века, в нем использовалось тонкое пиво; лишь затем его постепенно вытеснила новая мода пить по утрам кофе и есть с ним хлеб. До появления кофе, да и после, пивной суп ели все сословия, включая дворянство. Пиво считалось питательной и укрепляющей пищей.